# Aeropuerto de Tingo María
El Aeropuerto de Tingo María es un aeropuerto regional ubicado en la ciudad peruana de Tingo María, en el Departamento de Huánuco. 
Está ubicado en la región Huánuco, en la provincia de Leoncio Prado y en el distrito de Rupa Rupa a 0.5 kilómetros de la ciudad. 
Inició sus operaciones en 1944 y cuenta con una pista de material granular con 2100 metros de largo por 30 de ancho. Tiene un terminal de pasajeros de un piso de 1080 m², un hall principal de 189,90 m², una zona de embarque 96.36, tres counters y una torre de Control de tres pisos con 7,80 metros de altura. 
Actualmente se encuentra bajo la administración de CORPAC S.A.

## Aerolíneas y destinos

### Aerolíneas
| Aerolíneas              | Ciudades             | Aeronave        | Alianza |
| ----------------------- | -------------------- | --------------- | ------- |
| Atsa Airlines 1 destino | Nacionales: (1) Lima | Bombardier Q400 | N/A     |

### Destinos nacionales
| Ciudades por regiones         | Nombre del aeropuerto                 | Aerolíneas    | Frecuencias por semana |
| ----------------------------- | ------------------------------------- | ------------- | ---------------------- |
| Lima (1 destino, 1 aerolínea) |                                       |               |                        |
| Lima                          | Aeropuerto Internacional Jorge Chávez | Atsa Airlines | 6                      |